# 巣本村
巣本村（すもとむら）は、かつて新潟県中蒲原郡にあった村。

## 沿革
- 1889年（明治22年）4月1日 - 町村制施行に伴い中蒲原郡論瀬村、清瀬村、高山村、一本杉村が合併し、巣本村が発足。
- 1954年（昭和29年）11月3日 - 中蒲原郡五泉町、川東村、橋田村と合併し、市制施行して五泉市となり消滅。